# Christian Sandqvist
Carl Christian Magnus Sandqvist, född 19 augusti 1860 i Stockholm, död 26 februari 1938, var en svensk musiker.

## Biografi
Sandqvist var elev vid musikkonservatoriet i Stockholm 1872–1878. Han blev altviolinist i Kungliga Hovkapellet 1879 och violinist där 1885. År 1893 blev medlem av Aulin-kvartetten som efterträdare till Edvin Sjöberg, som av hälsoskäl ej längre kunde medverka. Sandqvist blev associé av Kungliga Musikaliska Akademien 1919.